# Реза Негарестани
Реза Негарестани (перс. رضا نگارستانی‎, род. 1977) — иранский философ и писатель, автор книг «Циклонопедия» (2008) и «Интеллект и дух» (2018).
Негарестани сравнивают по стилю с Кастанедой и Андреевым, поскольку он не столько создаёт вымышленный мир, сколько наполняет реальный мир вымыслом, мистифицируя его.
Обучался и преподавал в университете Шираза, затем иммигрировал в США.

## Циклонопедия
Повествование романа ведется от лица Кристен Алвансен, которая в 2005 году прилетает из Нью-Йорка в Стамбул для встречи с загадочным и ускользающим незнакомцем. Вместо собеседника у неё оказывается рукопись «Циклонопедии». Текст в тексте отсылает к сочинению опального доктора Хамида Парсани, который разыскивал таинственный артефакт «крест Ахта», связанный с легендой о заключении демонического червя ассирийским царем Ашшурбанипалом.
Центральное место в размышлениях Негарестани занимают «технокапитализм» и судьбы Ближнего Востока («исламский монотеистический энтузиазм»), которые переплелись посредством нефти («теллурианской сущности»). Развитие Земли, по мысли Негарстани, идет к экологической катастрофе и превращению планеты в «Ксеродром», что соответствует апокалиптическим ожиданиям авраамических религий: «Пустыня как воинствующая горизонтальность есть обетованная земля Божественного». Отсюда религия мыслится как «теллурианское восстание», программирующее катастрофический исход, «Теллурианскую Омегу»: «Они желают Бога, но получают они Теллурианскую Омегу». Ислам и христианство возводятся к зороастризму, причем их негативный посыл обнаруживается в Митро-Друдж — Великом Предательстве или «предельном гостеприимстве». От критического религиоведения Негарстани переходит к современной политике: «Буш и бен Ладен — петрополитические марионетки, дергающиеся в такт хтоническим шевелениям Сгустка».
Упоминаемый в начале книги «крест Ахта» оказывается осью «Гог-Магог», «демонограммой палеопетрологии» или «нумерической разверткой движения ислама и технокапитализма друг к другу в Войне с Терроризмом».
Наличие «дырчатого пространства» как соединения пустоты и твердости, по мысли Негарестани, есть обнаружение «червей» и несет демонический аспект. Отсюда горная промышленность неизбежно превращает Землю в «червивый композит», содействуя «теллурическому восстанию» и приближению «теллурической омеги»